# 2018 en basket-ball
Chronologie du basket-ball
2017 en basket-ball - 2019 en basket-ball
Les faits marquants de l'année 2018 en basket-ball.

## Événements

### Février
- du 16 au 18 février : Leaders Cup à Disneyland Paris
- du 16 au 18 février : All-Star Game NBA à Los Angeles

### Mai
- du 4 au 5 mai : 43e édition de la Coupe d'Europe des clubs de basket-ball en fauteuil roulant à Hambourg (Allemagne).
- du 19 au 21 mai : Final Four de l'Euroligue Euroligue de basket-ball 2017-2018, à Belgrade (Serbie).
- 26 mai : Bourges remporte son 14e titre en championnat de France féminin[1]

## Palmarès des sélections nationales

### Basket-ball à 5
| Lieu                    | Compétition                             | Médaille d'or, Coupe du Monde | Médaille d'argent, Coupe du Monde | Médaille de bronze, Coupe du Monde |
| Compétitions masculines | Compétitions masculines                 | Compétitions masculines       | Compétitions masculines           | Compétitions masculines            |
| ----------------------- | --------------------------------------- | ----------------------------- | --------------------------------- | ---------------------------------- |
|                         | Championnat du monde de basket fauteuil | Grande-Bretagne               | États-Unis                        | Australie                          |
|                         | Coupe du monde U17                      | États-Unis                    | France                            | Porto Rico                         |
|                         | Championnat d'Afrique U18               | Mali                          | Sénégal                           | Égypte                             |
|                         | Championnat des Amériques U18           | États-Unis                    | Canada                            | Argentine                          |
|                         | Championnat d'Asie U18                  | Australie                     | Nouvelle-Zélande                  | Chine                              |
|                         | Championnat d'Europe U20                | Israël                        | Croatie                           | Allemagne                          |
|                         | Championnat d'Europe U18                | Serbie                        | Lettonie                          | France                             |
|                         | Championnat d'Europe U16                | Croatie                       | Espagne                           | Turquie                            |
| Compétitions féminines  |                                         |                               |                                   |                                    |
|                         | Coupe du monde                          | États-Unis                    | Australie                         | Espagne                            |
|                         | Championnat du monde de basket fauteuil | Pays-Bas                      | Grande-Bretagne                   | Allemagne                          |
|                         | Coupe du monde U17                      | États-Unis                    | France                            | Australie                          |
|                         | Championnat d'Afrique U18               | Mali                          | Mozambique                        | Angola                             |
|                         | Championnat des Amériques U18           | États-Unis                    | Canada                            | Argentine                          |
|                         | Championnat d'Asie U18                  | Chine                         | Japon                             | Australie                          |
|                         | Championnat d'Europe U20                | Espagne                       | Serbie                            | Pays-Bas                           |
|                         | Championnat d'Europe U18                | Allemagne                     | Espagne                           | Hongrie                            |
|                         | Championnat d'Europe U16                | Italie                        | République tchèque                | Espagne                            |

### Basket-ball à 3
| Lieu                    | Compétition              | Médaille d'or, Coupe du Monde | Médaille d'argent, Coupe du Monde | Médaille de bronze, Coupe du Monde |
| Compétitions masculines | Compétitions masculines  | Compétitions masculines       | Compétitions masculines           | Compétitions masculines            |
| ----------------------- | ------------------------ | ----------------------------- | --------------------------------- | ---------------------------------- |
|                         | Championnat du Monde     | Serbie                        | Pays-Bas                          | Slovénie                           |
|                         | Championnat d'Europe U18 | Hongrie                       | Serbie                            | Espagne                            |
| Compétitions féminines  |                          |                               |                                   |                                    |
|                         | Championnat du Monde     | Italie                        | Russie                            | France                             |
|                         | Championnat d'Europe U18 | Belgique                      | France                            | Russie                             |

## Palmarès des clubs

### Compétitions masculines
| Pays                         | Compétition                       | Vainqueur                    | Finaliste                    | Résultat                     |
| Compétitions internationales | Compétitions internationales      | Compétitions internationales | Compétitions internationales | Compétitions internationales |
| ---------------------------- | --------------------------------- | ---------------------------- | ---------------------------- | ---------------------------- |
| Europe                       | Euroligue (C1)                    | Real Madrid                  | Fenerbahçe Doğuş Istanbul    | 85-80                        |
| Europe                       | EuroCoupe (C2)                    | Darüşşafaka Doğuş            | Lokomotiv Kouban Krasnodar   | [2-0] (81-*78, *67-59)       |
| Europe                       | Ligue des champions (C3)          | AEK Athènes                  | AS Monaco                    | 100-94                       |
| Europe                       | FIBA EuropeCup (C4)               | Reyer Venezia                | Sidigas Avellino             | 158-148 (77-*69, *81-79)     |
|                              | Ligue adriatique                  | Budućnost                    | Étoile rouge de Belgrade     | [3-1]                        |
|                              | VTB United League                 | CSKA Moscou                  | Khimki Mouscou               | 94-84                        |
|                              | Ligue baltique                    | Pieno žvaigždės              | BK Jūrmala                   | [2-0]                        |
|                              | Coupe d'Asie des clubs champions  | Petrochimi                   | Alvark Tokyo                 | 68-64                        |
|                              | Coupe arabe des clubs champions   | Al Ittihad Alexandrie        | Beyrouth BC                  | 74-70                        |
| Compétitions nationales      |                                   |                              |                              |                              |
|                              | National Basketball Association   | Warriors de Golden State     | Cavaliers de Cleveland       | [4-0]                        |
|                              | NCAA                              | Wildcats de Villanova        | Wolverines du Michigan       | 79-62                        |
|                              | Liga Nacional de Básquet          | Detalles San Lorenzo         | San Martín                   | [4-2]                        |
|                              | National Basketball League        | Melbourne United             | Adelaide 36ers               | [3-2]                        |
|                              | Championnat de Belgique           | BC Oostende                  | Telenet Giants Antwerp       | [3-0]                        |
|                              | Chinese Basketball Association    | Liaoning Dinosaurs           | Zhejiang Guangsha Lions      | [4-0]                        |
|                              | A1 liga Ožujsko                   | Cedevita Zagreb              | Cibona Zagreb                | [3-1]                        |
|                              | Championnat de République tchèque | ČEZ Basketball Nymburk       | BK Opava                     | [2-0]                        |
|                              | Eredivisie                        | Groningen                    | Leiden                       | [4-0]                        |
|                              | Pro A / Jeep Elite                | Le Mans                      | Monaco                       | [3-2]                        |
|                              | Basketball-Bundesliga             | Bayern Munich                | ALBA Berlin                  | [3-2]                        |
|                              | HEBA                              | Panathinaïkos                | Olympiakós                   | [3-2]                        |
|                              | Championnat d’Iran                | Shahrdari Tabriz             | Mahram Téhéran               | [3-2]                        |
|                              | Ligue israélienne de basket-ball  | Maccabi Tel-Aviv             | Hapoël Holon                 | 95-75                        |
|                              | Serie A                           | Olimpia Milan                | Aquila Basket Trente         | [3-2]                        |
|                              | Lietuvos Krepšinio Lyga           | Žalgiris Kaunas              | Lietuvos rytas               | [4-1]                        |
|                              | Championnat du Monténégro         | KK Mornar Bar                | KK Budućnost Podgorica       | [3-1]                        |
|                              | Philippine Basketball Association |                              |                              | -                            |
|                              | Dominet Bank Ekstraliga           | Anwil Włocławek              | Stal Ostrów Wielkopolski     | [4-2]                        |
|                              | Superligue                        | CSKA Moscou                  | Khimki Mouscou               | 95-84                        |
|                              | Naša Sinalko Liga                 | Étoile rouge de Belgrade     | FMP                          | [3-0]                        |
|                              | UPC Telemach                      | Union Olimpija               | Krka                         | [3-2]                        |
|                              | Liga ACB                          | Real Madrid                  | Saski Baskonia               | [3-1]                        |
|                              | Championnat de Turquie            | Fenerbahçe                   | Tofaş                        | [4-1]                        |
|                              | Championnat d’Ukraine             | BK Tcherkassy Mavpy          | BC Dnipro                    | [3-0]                        |
|                              | British Basketball League         | Leicester Riders             | London Lions                 | 81-60                        |

### Compétitions féminines
| Pays                         | Compétition                                    | Vainqueur                      | Finaliste                    | Résultat                                 |
| Compétitions internationales | Compétitions internationales                   | Compétitions internationales   | Compétitions internationales | Compétitions internationales             |
| ---------------------------- | ---------------------------------------------- | ------------------------------ | ---------------------------- | ---------------------------------------- |
|                              | Euroligue (C1)                                 | UMMC Iekaterinbourg            | Sopron Basket                | 72-*53                                   |
|                              | EuroCoupe (C2)                                 | Galatasaray SK İstanbul        | Reyer Venise Mestre          | [155–140] (*90-68, 65-*72)               |
|                              | Ligue adriatique                               | Budućnost Bemax                | ŽKK Athlete Celje            | 71-68                                    |
|                              | Ligue baltique                                 | Inventa Koursk                 | BC Tsmoki-Minsk              | 65-54                                    |
| Compétitions nationales      |                                                |                                |                              |                                          |
|                              | Women's National Basketball Association (WNBA) | Storm de Seattle               | Mystics de Washington        | [3–0] (*89-76, *75-73, 82-*98)           |
|                              | NCAA                                           | Notre-Dame                     | Mississippi State            | 61-58                                    |
|                              | Women's National Basketball League             | Townsville Fire                | Melbourne Boomers            | [2–1]                                    |
|                              | Championnat de Belgique                        | Castors Braine                 | BBC Wavre-Sainte-Catherine   | 70-49                                    |
|                              | Championnat de Chypre                          | Keravnós Stróvolos             | AEL Limassol                 | [3–2]                                    |
|                              | Championnat de Croatie                         | ŽKK Medveščak Zagreb           | ŽKK Trešnjevka 2009 Zagreb   | [3–0]                                    |
|                              | Liga Femenina de Baloncesto                    | Perfumerias Avenida Salamanque | Uni Gérone CB                | [2–0]                                    |
|                              | Ligue féminine de basket                       | Tango Bourges Basket           | Tarbes Gespe Bigorre         | [3–1] (*86-66, *80-56, 63-*64ap, 87-*80) |
|                              | Championnat de Grèce                           | Olympiakós Le Pirée            | Fáros Keratsiníou            | [3–0]                                    |
|                              | Championnat de Hongrie                         | Sopron Basket                  | Atomerőmű KSC Szekszárd      | [3–0]                                    |
|                              | LegA Basket Femminile                          | Famila Schio                   | Virtus Eirene Raguse         | [3–2]                                    |
|                              | LSBL Championships                             | TTT Riga                       | Vega 1 Liepāja               | [3–0]                                    |
|                              | LMKL                                           | Hoptrans-Sirenos Kaunas        | Kibirkštis Vilnius           | [3–1]                                    |
|                              | Montenegro League                              | ŽKK Budućnost Podgorica        | KK Lovćen Cetinje            | [2–0]                                    |
|                              | Championnat de République tchèque              | USK Prague                     | BK Brno                      | [3–0]                                    |
|                              | WBBL                                           | Sevenoaks Suns                 | Leicester Riders             | 69-44                                    |
|                              | Polska Liga Koszykówki Kobiet                  | CCC Polkowice                  | Artego Bydgoszcz             | [3–0]                                    |
|                              | Superligue                                     | UMMC Iekaterinbourg            | Dynamo Koursk                | [3–0]                                    |
|                              | A League                                       | Étoile rouge de Belgrade       | ŽKK Partizan Belgrade        | [3–1]                                    |
|                              | TBBL                                           | Fenerbahçe İstanbul            | Université du Proche-Orient  | [3–1]                                    |

### Compétitions handibasket
| Pays                         | Compétition                  | Vainqueur                    | Finaliste                    | Résultat                     |
| Compétitions internationales | Compétitions internationales | Compétitions internationales | Compétitions internationales | Compétitions internationales |
| ---------------------------- | ---------------------------- | ---------------------------- | ---------------------------- | ---------------------------- |
| Europe                       | Ligue des Champions          | RSB Thüringia Bulls          | CD Ilunion Madrid            | 74-39                        |
| Europe                       | Euroligue 1                  | Galatasaray SK               | Bidaideak Bilbao BSR         | 73-71                        |
| Europe                       | Euroligue 2                  | Sheffield Steelers           | BSR ACE Gran Canaria         | 71-60                        |
| Europe                       | Euroligue 3                  | SSD Santa Lucia              | ASD Santo Stefano Sport      | 57-56                        |
| Compétitions nationales      |                              |                              |                              |                              |
|                              | RBBL                         | RSB Thüringia Bulls          | RSV Lahn-Dill                | [2-0]                        |
|                              | Coupe d'Allemagne            | RSV Lahn-Dill                | RSB Thüringia Bulls          | -                            |
|                              | Nationale A (NA)             | Hornets Le Cannet            | Hyères HC                    | 67-65                        |
|                              | Coupe de France              | Hyères HC                    | CH Saint-Avold               | 90-67                        |

* : Score de l'équipe évoluant à domicile

## Décès
- 16 janvier : Jo Jo White
- 31 janvier : Rasual Butler
- 3 octobre : Ron Curry
- 4 octobre : José Lluís, joueur puis entraineur espagnol (80 ans)
- 5 octobre : Grigorij Khizhnyak, joueur ukrainien (44 ans)
- 6 octobre : George Kaftan, joueur américain (90 ans)
- 10 octobre : Tex Winter, joueur puis entraineur américain (96 ans)